# Primera División de Costa Rica 1933
Die Saison 1933 war die 13. Spielzeit der Primera División de Costa Rica, der höchsten costa‑ricanischen Fußballliga. Es nahmen acht Mannschaften teil. Heredia holte den vierten Meistertitel in Folge, es war der 8. in der Vereinsgeschichte.

## Austragungsmodus
- Die acht teilnehmenden Teams spielten in einer Einfachrunde (nur Hinspiel) im Modus Jeder gegen Jeden die Playoffteilnehmer aus.
- Die vier Erstplatzierten spielten eine Playoff-Runde mit drei Begegnungen pro Mannschaft. Die dabei erzielten Punkte wurden zu den bis dahin schon geholten addiert.

## Endstand

### Hauptphase
| Pl.             | Verein                        | Sp. | S | U | N | Tore    | Diff. | Punkte |
| --------------- | ----------------------------- | --- | - | - | - | ------- | ----- | ------ |
| 1.              | CS Herediano (M)              | 7   | 5 | 2 | 0 | 024:110 | +13   | 12     |
| 2.              | CS Buenos Aires               | 7   | 5 | 0 | 2 | 029:200 | +9    | 10     |
| 3.              | CS La Libertad                | 7   | 4 | 2 | 1 | 019:100 | +9    | 10     |
| 4.              | SG Española                   | 7   | 4 | 1 | 2 | 020:120 | +8    | 09     |
| 5.              | Deportivo Alajuela Junior (N) | 7   | 3 | 0 | 4 | 022:240 | −2    | 06     |
| 6.              | Orión FC                      | 7   | 1 | 2 | 4 | 016:320 | −16   | 04     |
| 7.              | CS México                     | 7   | 1 | 1 | 5 | 009:210 | −12   | 03     |
| 8.              | LD Alajuelense                | 7   | 0 | 2 | 5 | 009:180 | −9    | 02     |
| Stand: Endstand |                               |     |   |   |   |         |       |        |

### PlayOff
| Pl.             | Verein           | Sp. | S | U | N | Tore    | Diff. | Punkte |
| --------------- | ---------------- | --- | - | - | - | ------- | ----- | ------ |
| 1.              | CS Herediano (M) | 10  | 7 | 2 | 1 | 029:140 | +15   | 16     |
| 2.              | SG Española      | 10  | 6 | 1 | 3 | 028:160 | +12   | 13     |
| 3.              | CS La Libertad   | 10  | 5 | 2 | 3 | 022:150 | +7    | 12     |
| 4.              | CS Buenos Aires  | 10  | 6 | 0 | 4 | 036:310 | +5    | 12     |
| Stand: Endstand |                  |     |   |   |   |         |       |        |

## Pokalwettbewerb

### Copa Cafiaspirina 1933
Den in drei Runden (Viertelfinale, Halbfinale, Finale) vor Saisonstart ausgespielten Pokalwettbewerb konnte CS La Libertad für sich entscheiden, der spätere Meister CS Herediano schied bereits im Viertelfinale gegen CS México aus.